# Union sportive de Fès
L'Union Sportive de Fès (en arabe : الإتحاد الرياضي الفاسي), plus couramment abrégé en US Fès, est un ancien club marocain omnisports fondé en 1915 et basé dans la ville de Fès. Il est l'un des clubs les plus anciens du Maroc.

## Palmarès

### Football
Palmarès de la première équipe
- Championnat du Maroc (Division Honneur) (2)
  - Champion : 1924, 1925

- Coupe du Maroc (1)
  - Vainqueur : 1924

- Championnat (Ligue du Fès-Meknès) (3)
  - Champion : 1924, 1925, 1942

- Supercoupe du Maroc (2)
  - Vainqueur : 1924, 1925

- Botola (Division Pré-honneur) (1)
  - 1921

- Botola (Première Division) (1)
  - Champion :  1941

### Water-polo
Palmarès de la première équipe
- Botola Pro (2)
  - Champion : 1955, 1956

- Supercoupe du Maroc (1)
  - Vainqueur : 2008

### Basketball
- Botola d'Ex (1)
  - Champion : 1945

### Handball
- Botola DH (1)
  - Champion : 1942